# Alya
Alya o Alga (θ Ser / θ Serpentis / 63 Serpentis) es una estrella en la constelación de Serpens, situada en Serpens Cauda, la cola de la serpiente. Su nombre, proveniente del árabe al-alya, significa «la serpiente», aunque según otras fuentes proviene de una palabra en esta misma lengua que se refiere a «la cola de la oveja» y que nada tendría que ver con la constelación actual.
Asimismo, en China era conocida como Sen, uno de sus distritos.
Distante 132 años luz del sistema solar, Alya es una estrella binaria cuyas componentes (θ1 Serpentis y θ2 Serpentis), separadas visualmente 22 segundos de arco, se pueden resolver con un pequeño telescopio. Ambas son estrellas blancas de tipo espectral A5V con magnitudes aparentes +4,62 y +4,98. La temperatura superficial de ambas es de 8200 K aproximadamente y sus luminosidades respectivas equivalen a 18 y 13 veces la luminosidad solar. A diferencia del Sol tienen altas velocidades de rotación, al menos 143 km/s para θ1 Serpentis y 196 km/s para θ2 Serpentis —casi 100 veces mayor que la del Sol—. Se encuentran separadas entre sí 900 UA como mínimo, lo que implica un período orbital de al menos 14 000 años, por lo que no se ha podido apreciar ningún movimiento orbital.
En el episodio final de la serie de TV de Agentes de Shield, los agentes Fitz Simmons ponen de nombre a su hija Alya, y se lo explican durante una visita en su nave a dicha estrella. El nombre de Alya se debe a que así se llamaba la estrella favorita de Jemma Simmons cuando era niña.